# Haplopeodes vogti
Haplopeodes vogti är en tvåvingeart som beskrevs av Steyskal 1980. Haplopeodes vogti ingår i släktet Haplopeodes och familjen minerarflugor. Inga underarter finns listade i Catalogue of Life.